# Интеркосмос-21
«Интеркосмос-21» (заводское обозначение АУОС-3-Р-П-ИК ) — советский спутник, разработанный в КБ «Южное» на базе платформы АУОС-З и запущенный 6 февраля 1981 года по программе международного космического сотрудничества «Интеркосмос». На «Интеркосмосе-21» была продолжена международная программа испытаний методик и средств изучения Мирового океана, суши и атмосферы Земли, начатая на спутнике «Интеркосмос-20».

## Конструкция
Спутник «Интеркосмос-21» был полным аналогом «Интеркосмоса-20», запущенного в конце 1979 года. Аппарат построен на платформе АУОС-З, созданной в КБ «Южное» специально для научно-исследовательских спутников. Платформа включала системы обеспечения, неизменные для всех спутников, построенных на её базе и единую телеметрическую систему (ЕТМС), обеспечивающую как управление аппаратом, так и каналы приёма команд для научной аппаратуры и передачу научной информации в международном диапазоне частот для сброса информации непосредственно зарубежным постановщикам экспериментов по программе «Интеркосмос». Основой конструкции был герметичный цилиндрический корпус, внутри которого поддерживался постоянный тепловой режим. Внутри корпуса устанавливались аккумуляторные батареи, аппаратура служебных систем и ЕТМС. Научная аппаратура располагалась в отсеке на крышке корпуса. Аппарат имел постоянную ориентацию продольной оси на Земли, обеспечиваемую с помощью гравитационного стабилизатора. Ориентация и стабилизация по курсу обеспечивалась двухскоростным маховиком с электромагнитной разгрузкой. Снаружи корпуса располагались датчики служебных систем и установленные на раскрывающихся штангах антенны телеметрической системы и датчики научной аппаратуры. Электропитание обеспечивали восемь неориентированных панелей солнечных батарей общей площадью 12,5 м². Батареи раскрывались в полёте на угол 30° относительно корпуса что обеспечивало оптимальную работу в условиях их наихудшей освещенности.
Бортовое запоминающее устройство единой телеметрической системы позволяло хранить информацию, получаемую по всем каналам, в течение 24 часов. Входящие в состав служебной аппаратуры спутника программно-временное устройство и дешифратор программных команд обеспечивали управление полётом и проведение научных экспериментов вне зоны радиовидимости наземных пунктов управления.

## Полезная нагрузка
В состав научной аппаратуры спутника «Интеркосмос-21» входили следующие устройства, созданные кооперацией стран-участников программы «Интеркосмос»:
- многоканальный спектрометр МКС для измерения излучения от системы «атмосфера — подстилающая поверхность» в спектральной области 4150—2750 Å (ГДР, СССР);
- радиометр Р225 для измерения радиотеплового излучения системы «атмосфера — подстилающая поверхность» на длине волны 2,25 см (СССР);
- трёхкомпонентный магнитометр СГ-70 для измерения напряженности магнитного поля Земли (СССР, СРР);
- система сбора и передачи информации ССПИ (ГДР, ВНР, СССР);
- единая телеметрическая система ЕТМС для записи и передачи телеметрической и научной информации (в составе платформы) (СССР, ВНР, ГДР, ЧССР) ;
- блок управления научной аппаратурой (СССР).

## Программа полёта
Спутник «Интеркосмос-21» был запущен 6 февраля 1981 года ракетой «Космос-3М» с космодрома Плесецк и выведен на орбиту c наклонением 74°, апогеем 520 км, перигеем 475 км и периодом обращения 94,5 минут. В международном каталоге COSPAR спутник получил идентификатор 1981-011A. При гарантийном сроке 6 месяцев «Интеркосмос-21» проработал на орбите до 2 июня 1982 года. Спутник вошёл в атмосферу и прекратил своё существование в июле 1982 года.
В ходе полёта «Интеркосмоса-21» проверялись следующие возможности изучения Земли с орбиты:
- обнаружение районов повышенной биопродуктивности и загрязнения в Мировом океане;
- определения оптической толщи атмосферы в различных спектральных диапазонах;
- регистрация границ суша — вода, вода— лед, снежного покрова и т. п.;
- измерение термодинамической температуры поверхности океана;
- исследование пространственно-временных вариаций геомагнитного поля с помощью одновременных наземных и спутниковых измерений для создаваемого банка данных магнитных возмущений в приполярных областях.

Также в ходе полёта «Интеркосмоса-21» были продолжены начатые на «Интеркосмосе-20» лётные испытания системы сбора и передачи информации с автономных наземных автоматических лабораторий. Установленная на борту спутника ССПИ была сконструирована для обслуживания наземной сети из 256 таких абонентов, расположенных на специальных буях и платформах и оснащенных аппаратурой для получения и накопления в течение суток геомагнитных, океанологических, гидрологических, метеорологических и других данных. В ходе испытаний проверена работа с восемью абонентами, находящимися в Берлине, Будапеште, Москве, Подмосковье, Баку, Севастополе, Владивостоке и Индийском океане. Проверены режимы поиска буёв, установления с ними связи, приёма информации от автоматических лабораторий, накопления её на борту космического аппарата и последующей передачи в центры обработки стран-участниц эксперимента.